# Mendoza (Peru)
A cidade peruana de Mendoza é a capital da Província de Rodríguez de Mendoza, situada no Departamento de Amazonas, pertencente à Região de Amazonas, Peru.